# Hamit Altıntop
Hamit Altintop (Gelsenkirchen, 8. prosinca 1982.) bivši je turski nogometaš i reprezenativac koji je igrao na poziciji veznog igrača. 
Hamit ima jednojajčanog blizanca Halila koji je rođen 10 minuta nakon Hamita. 
Profesionalnu karijeru započinje 2000. u klubu Wattenscheid 09, no već 2003. prelazi u Schalke 04 zbog dobrih nastupa u Wattenscheidu. Tu je igrao na poziciji defenzivnog veznog. Godine 2006., Schalke je doveo i Hamitovog brata iz Kaiserslauterna i tu je sezonu završio na drugom mjestu, sa samo 2 boda manje od prvaka Stuttgarta.
Godine 2007. Hamit prelazi u Bayern München. Svoj prvi gol za novi klub postigao je u utakmici protiv brazilskog prvaka São Paula. Kako je od tada postao redivit član prve postave, Hamit je svoj drugi pogodak postigao s 30 metara protiv Werdera u njemačkom kupu. Svoj treći pogodak za Bayern postigao je u Kupu UEFA-e protiv Aberdeena. 
Za reprezentaciju je nastupio 82 puta i postigao je 7 pogodaka, prve u utakmici protiv Norveške koju je Turska odigrala 2:2. 